# Euphthiracarus heterotrichus
Euphthiracarus heterotrichus är en kvalsterart som först beskrevs av Sandór Mahunka 1988.  Euphthiracarus heterotrichus ingår i släktet Euphthiracarus och familjen Euphthiracaridae. Inga underarter finns listade i Catalogue of Life.